# Fresnes-sur-Escaut
Fresnes-sur-Escaut är en kommun i departementet Nord i regionen Hauts-de-France i norra Frankrike. Kommunen ligger i kantonen Condé-sur-l'Escaut som tillhör arrondissementet Valenciennes. År 2022 hade Fresnes-sur-Escaut 7 473 invånare.

## Befolkningsutveckling
Antalet invånare i kommunen Fresnes-sur-Escaut
| Referens: INSEE |